# Greven af Saint-Germain
|  | Ikke at forveksle med feltmarskal og greve Claude-Louis de Saint-Germain (1707-1778) |
Josephe Saint-Germain (også Grev Saint-Germain) (født 1712?, død 27. februar 1784) var en alkymist og eventyrer, hvis oprindelse stadig er usikker.
Ifølge von Lowzow var han en uægte søn af den transylvanske fyrste og oprørsleder Franz 2. Leopold Ragoczy af Siebenbürgen, men det har også været foreslået, at han var en uægte søn af Maria af Neuburgen, enke efter Karl 2. af Spanien, mens andre igen har foreslået, at han stammede fra en ukendt familie i Portugal.
Han optrådte under forskellige navne som Aymar og Markis de Betmar. Han bevægede sig i de fine kredse i Europas hovedstæder og skaffede sig adgang til hofferne, hvor det lykkedes ham ved sine alkymistiske kunster at indynde sig hos forskellige fyrster, bl.a. landgreve Carl af Hessen, hos hvem han døde.
Greven yndede at udgive sig for at være mange hundrede år gammel, og ikke bare mens han levede, men især efter hans død, udbredte der sig mange overnaturlige historier om hans person, og han har inden for okkultismen, således f.eks. i teosofien, opnået en nærmest mytisk status.